# Joe Lando
Joe Lando, właśc. Joseph John Lando (ur. 9 grudnia 1961 w Prairie View) – amerykański aktor telewizyjny i filmowy. Odtwórca roli Byrona Sully’ego z serialu CBS Doktor Quinn (Dr. Quinn, Medicine Woman).

## Życiorys

### Wczesne lata
Urodził się w Prairie View, w stanie Illinois jako jedyny syn i młodsze dziecko Josepha i Virginii Lando. Jego rodzina była pochodzenia włoskiego, rosyjskiego i polskiego. Ma starszą siostrę Kathy (ur. 1951). 
W 1979, po ukończeniu szkoły średniej Stevenson High School w Lincolnshire w stanie Illinois, wyjechał do Hollywood, gdzie podjął pracę w restauracji jako kucharz.

### Kariera
Pierwszą, epizodyczną rolę otrzymał w pełnometrażowym filmie z serii Star Trek – Star Trek IV: Powrót na Ziemię (Star Trek IV: The Voyage Home, 1986). Pojawił się potem w serialu fantasy CBS Piękna i bestia (Beauty and the Beast, 1990) i kinowej komedii kryminalnej Lawrence’a Kasdana Kocham cię na zabój (I Love You to Death, 1990), zanim zagrał postać Jake’a Harrisona w operze mydlanej ABC Tylko jedno życie (One Life to Live, 1990-92). Potem znalazł się w obsadzie opery mydlanej CBS Guiding Light (1993). Sławę zyskał w roli szlachetnego Byrona Sully’ego, przyjaciela, potem życiowego partnera tytułowej bohaterki (granej przez Jane Seymour) w serialu CBS Doktor Quinn (Dr. Quinn, Medicine Woman, 1993-98), za którą w 1997 w Oklahoma City, w stanie Oklahoma odebrał nagrodę Brązowego Kowboja.
W 1993 znalazł się na liście 50. najpiękniejszych ludzi świata magazynu „People”.

## Życie prywatne
24 maja 1997 w Phoenician Resort w Scottsdale, w stanie Arizona ożenił się z Kirsten Barlow. Mają czworo dzieci; trzech synów – Jacka Neville (ur. 3 czerwca 1998), Christiana Antonia (ur. 7 lipca 2001) i Williama Josepha (ur. 20 lipca 2007) oraz córkę Kate Elizabeth (ur. 3 kwietnia 2003).

## Filmy
- 1986: Star Trek IV: Powrót na Ziemię[17] jako Shore Patrolman
- 1990: Kocham cię na zabój (I Love You to Death) jako roznosiciel pizzy
- 1996: Cień wątpliwości (Seeds of Doubt) jako Raymond Crawford
- 1998: Kodeks zbrodni (No Code of Conduct) jako Willdog
- 2000: Przygody córki kopciuszka[18] jako król Gregory
- 2003: Blindness jako Patrick
- 2010: Zagłada z kosmosu (Meteor Apocalypse) jako David Dematti

## Filmy TV
- 1994: Cień pożądania (Shadows of Desire) jako Sonny Snow
- 1996: Przybysze: Wróg pośród nas (Alien Nation: The Enemy Within) jako Rick Shaw
- 1997: Wszędzie, tylko nie w domu (Any Place But Home) jako Lucas Dempsey
- 1999: Doktor Quinn (Dr. Quinn Medicine Woman: The Movie) jako Byron Sully
- 2001: Doktor Quinn, Serce na dłoni[19] jako Byron Sully
- 2003: Diabelskie wiatry (Devil Winds) jako Pete Jensen
- 2003: Wysoka fala (Killer Flood: The Day the Dam Broke) jako David Arthur Powell
- 2003: Atak na „Królową” (Counterstrike) jako agent Vince Kellogg
- 2004: W pułapce ognia (Combustion) jako Scott Daniels
- 2005: Wysysacze krwi (Bloodsuckers) jako Nicholas Churchill
- 2006: A.I. Assault jako major Richard Tunney
- 2006: Zaręczyny na śmierć (Engaged to Kill) jako Robert Lord

## Seriale TV
- 1990: Piękna i bestia (Beauty and the Beast) jako jeden z bandytów Gabriela
- 1990-92: Tylko jedno życie (One Life to Live) jako Jake Harrison
- 1993: Guiding Light jako Macauley West
- 1993-98: Doktor Quinn (Dr. Quinn, Medicine Woman) jako Byron Sully
- 1996: The John Larroquette Show jako Todd
- 1998: JAG – Wojskowe Biuro Śledcze (JAG) jako Christopher Ragle
- 2000: Szkoła przetrwania (Higher Ground) jako Peter Scarbrow
- 2004: Summerland jako Tyler 'Driftwood Guy' James Obregon
- 2005: Poszukiwani (1-800-Missing) jako John Doe
- 2005-2006: Rączy Wildfire (Wildfire) jako Pete Ritter
- 2010: Agenci NCIS (NCIS) jako porucznik komandor Rob Clarke
- 2012: The Secret Circle jako John Blackwell
- 2018: Moda na sukces (The Bold and the Beautiful) jako sędzia Craig McMullen

## Nagrody
- 1993 – TVG (Kanada) – Najpopularniejszy aktor[20]
- 1994 – TVG (Kanada) – Najpopularniejszy aktor
- 1995 – Brązowy Otto[21] – Trzeci Najpopularniejszy aktor telewizyjny
- 1995 – TVG (Kanada) – Najpopularniejszy aktor
- 1996 – Family Film Award dla wyróżniającego się aktora w serialu
- 1996 – Srebrny Otto[22] – Drugi Najpopularniejszy aktor telewizyjny